# Endasys morulus
Endasys morulus là một loài tò vò trong họ Ichneumonidae.